# Талті (Техас)
Талті (англ. Talty) — місто (англ. city) в США, в окрузі Кофман штату Техас. Населення — 2500 осіб (2020).

## Географія
Талті розташоване за координатами 32°41′40″ пн. ш. 96°23′54″ зх. д. / 32.69444° пн. ш. 96.39833° зх. д. (32.694510, -96.398439).  За даними Бюро перепису населення США в 2010 році місто мало площу 7,07 км², уся площа — суходіл. В 2017 році площа становила 8,78 км², уся площа — суходіл.

## Демографія
Згідно з переписом 2010 року, у місті мешкало 1535 осіб у 466 домогосподарствах у складі 430 родин. Густота населення становила 217 осіб/км².  Було 493 помешкання (70/км²).
Расовий склад населення:
| - 83,9 % — білих - 8,0 % — чорних або афроамериканців - 1,6 % — корінних американців - 0,5 % — азіатів - 4,0 % — осіб інших рас |

До двох чи більше рас належало 2,0 %. Частка іспаномовних становила 10,5 % від усіх жителів.
За віковим діапазоном населення розподілялося таким чином: 30,3 % — особи молодші 18 років, 62,8 % — особи у віці 18—64 років, 6,9 % — особи у віці 65 років та старші. Медіана віку мешканця становила 38,2 року. На 100 осіб жіночої статі у місті припадало 94,3 чоловіків;  на 100 жінок у віці від 18 років та старших — 94,5 чоловіків також старших 18 років.
Середній дохід на одне домашнє господарство  становив 123 755 доларів США (медіана — 104 014), а середній дохід на одну сім'ю — 127 036 доларів (медіана — 104 200). За межею бідності перебувало 3,1 % осіб, у тому числі 1,3 % дітей у віці до 18 років та 4,0 % осіб у віці 65 років та старших.
Цивільне працевлаштоване населення становило 833 особи. Основні галузі зайнятості: освіта, охорона здоров'я та соціальна допомога — 18,7 %, фінанси, страхування та нерухомість — 12,1 %, виробництво — 10,9 %, роздрібна торгівля — 10,3 %.